# Jałmużnik

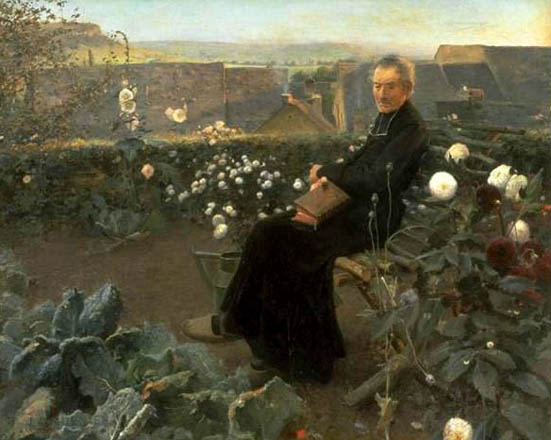
J. A. Muenier, Odpoczynek jałmużnika z brewiarzem

Jałmużnik (fr. aumônier) − francuska godność, którą piastował jeden z duchownych na dworze książęcym. Za czasów króla Franciszka I Wielki Jałmużnik (Grand-Aumônier de France) stał na czele kleru francuskiego. W armii francuskiej Aumonier jest tytułem kapelanów (wojskowych, szkolnych, harcerskich itp.) różnych wyznań. W Wielkiej Brytanii istnieje dziedziczny urząd Wielkiego Jałmużnika (biskup, lord High-Almoner), sprawującego nadzór nad fundacjami dobroczynnymi.